# Limenitis oberfoelli
Limenitis oberfoelli är en fjärilsart som beskrevs av Brown 1960. Limenitis oberfoelli ingår i släktet Limenitis och familjen praktfjärilar. Inga underarter finns listade i Catalogue of Life.